# Jean-Joseph Hirth
Jean-Joseph Hirth (Spechbach-le-Bas, 26 marzo 1854 – Kabgayi, 6 gennaio 1931) è stato un missionario e vescovo cattolico francese.

## Biografia
Originario dell'Alsazia, studiò nel seminario di Nancy e entrò nel noviziato dei Missionari d'Africa: completò la sua formazione ecclesiastica alla Maison Carrée, in Algeria, e il 12 ottobre 1876 pronunciò il giuramento missionario nella società; fu ordinato prete il 15 settembre 1878.
Diresse il seminario minore di Sant'Anna a Gerusalemme e nel 1886 fu nominato direttore del seminario minore di Saint-Eugène.
Nel 1887 fu assegnato alla missione della sua società in Uganda e il 4 dicembre 1889 fu innalzato all'episcopato e nominato vicario apostolico del Victoria-Nyanza. Nel 1894 il vicariato fu diviso in tre e Hirth fu trasferito come vicario del Victoria Nyanza meridionale.
Nominato vicario apostolico di Kivu, in Ruanda, nel 1912, fondò la congregazione indigena delle benebikira e pose basi per la quella dei bayozefiti.

## Genealogia episcopale e successione apostolica
La genealogia episcopale è:
- Cardinale Scipione Rebiba
- Cardinale Giulio Antonio Santori
- Cardinale Girolamo Bernerio, O.P.
- Arcivescovo Galeazzo Sanvitale
- Cardinale Ludovico Ludovisi
- Cardinale Luigi Caetani
- Cardinale Ulderico Carpegna
- Cardinale Paluzzo Paluzzi Altieri degli Albertoni
- Papa Benedetto XIII
- Papa Benedetto XIV
- Papa Clemente XIII
- Cardinale Giovanni Francesco Albani
- Cardinale Carlo Rezzonico
- Cardinale Antonio Dugnani
- Arcivescovo Jean -Charles de Councy
- Arcivescovo Jean-Joseph-Marie-Victoire de Caos
- Cardinale Clément Villecourt
- Cardinale Charles-Martial-Allemand Lavigerie
- Vescovo Jean-Joseph Hirth, M.Afr.

La successione apostolica è:
- Arcivescovo Henri Streicher, M.Afr. (1897)
- Vescovo François Gerboin, M.Afr. (1897)